# José Alexandre Alves Lindo
José Alexandre Alves Lindo (* 15. August 1973 in Santo André) ist ein ehemaliger brasilianischer Fußballspieler.

## Karriere
Alexandre begann seine Profilaufbahn 1992 bei União São João EC. 1995 wechselte er zu FC São Paulo. Für São Paulo bestritt er 13 Erstligaspiele und schoss dabei zwei Tore. 1996 wechselte er zum japanischen Erstligisten Kyōto Purple Sanga. 1997 kehrte er nach Brasilien zurück. 1997 unterschrieb er einen Vertrag bei FC Santos. Von 1998 bis 2000 war er bei Portuguesa unter Vertrag. Danach spielte er bei Coritiba FC, Atlético Mineiro, Botafogo FR und Guarani FC. 2004 wechselte er zum mexikanischen Erstligisten Club Necaxa. 2005 kehrte er nach Brasilien zurück. Ende 2007 beendete er seine Karriere als Fußballspieler.

## Erfolge
Santos
- Torneio Rio-São Paulo: 1997